# Biwisch
Biwisch är en ort i Luxemburg.   Den ligger i distriktet Diekirch, i den norra delen av landet, 60 kilometer norr om huvudstaden Luxemburg. Biwisch ligger 438 meter över havet och antalet invånare är 103.
Terrängen runt Biwisch är huvudsakligen platt. Biwisch ligger nere i en dal.  Närmaste större samhälle är Wiltz, 16,9 kilometer söder om Biwisch. 
I omgivningarna runt Biwisch växer i huvudsak blandskog. Runt Biwisch är det ganska glesbefolkat, med 42 invånare per kvadratkilometer.